# Verticordia dasystylis
Verticordia dasystylis är en myrtenväxtart som beskrevs av Alexander Segger George. Verticordia dasystylis ingår i släktet Verticordia och familjen myrtenväxter.

## Underarter
Arten delas in i följande underarter:
- V. d. dasystylis
- V. d. kalbarriensis
- V. d. oestopoia